# Chirbat Lid
Chirbat Lid (arab. ‏خربة لِد العوادين‎) – nieistniejąca już arabska wieś, która była położona w Dystrykcie Hajfy w Mandacie Palestyny. Została wyludniona i zniszczona podczas wojny domowej w Mandacie Palestyny, po ataku żydowskiej Hagany w dniu 9 kwietnia 1948 roku.

## Położenie
Chirbat Lid leżała w południowej części Doliny Jezreel. Wieś była położona na wysokości 75 metrów n.p.m., w odległości 26 kilometrów na południowy wschód od miasta Hajfa. Według danych z 1945 do wsi należały ziemie o powierzchni 1357,2 ha. We wsi mieszkało wówczas 640 osób.
| Własność gruntów | Powierzchnia gruntów (ha) |
| ---------------- | ------------------------- |
| Arabowie         | 1321,8                    |
| Żydzi            | -                         |
| publiczne        | 35,4                      |
| Razem            | 1357,2                    |

| Rodzaj użytkowanych gruntów | (ha)   |
| --------------------------- | ------ |
| uprawy nawadniane           | 10,3   |
| uprawy zbóż                 | 1307,5 |
| uprawy oliwek               | 11     |
| nieużytki                   | 34,2   |

## Historia
Nie jest znana data założenia wioski, ale prawdopodobnie jej historia sięga okresu bizantyjskiego. W wyniku I wojny światowej, w 1918 roku cała Palestyna przeszła pod panowanie Brytyjczyków, którzy utworzyli Mandat Palestyny. W okresie panowania Brytyjczyków Chirbat Lid była dużą wsią, której mieszkańcy utrzymywali się z upraw zbóż. Istniał w niej meczet. W latach 20. XX wieku okoliczną ziemię zaczęły wykupywać żydowskie organizacje syjonistyczne.

Przyjęta 29 listopada 1947 roku Rezolucja Zgromadzenia Ogólnego ONZ nr 181 zakładała podział Palestyny na dwa państwa: żydowskie i arabskie. Plan podziału przyznawał obszar wioski Chirbat Lid państwu żydowskiemu. Żydzi zaakceptowali plan podziału, jednak Arabowie doprowadzili dzień później do wybuchu wojny domowej w Mandacie Palestyny. Od samego początku wojny wieś była wykorzystywana przez arabskie milicje, które sparaliżowały żydowską komunikację w regionie. W dniu 4 kwietnia 1948 roku siły Arabskiej Armii Wyzwoleńczej zaatakowały pobliski kibuc Miszmar ha-Emek, rozpoczynając dziesięciodniową bitwę o Miszmar ha-Emek. Żydzi po odparciu napaści, zdołali przejść do kontrataku i 9 kwietnia zdobyli Chirbat Lid. Wysiedlono wówczas wszystkich jej mieszkańców, a domy wyburzono .

## Miejsce obecnie
Teren wioski Chirbat Lid pozostaje opuszczony, jednak jej pola uprawne zajął utworzony w 1949 roku moszaw Ha-Jogew. Palestyński historyk Walid Chalidi, tak opisał pozostałości wioski: „Stosy kamieni rozrzucone po ziemi w pobliżu kilku dużych eukaliptusów i drzew oliwnych, to wszystko, co pozostało z tej miejscowości. Są nowo wybudowane struktury na terenie wsi”.